# Tropaeum Traiani

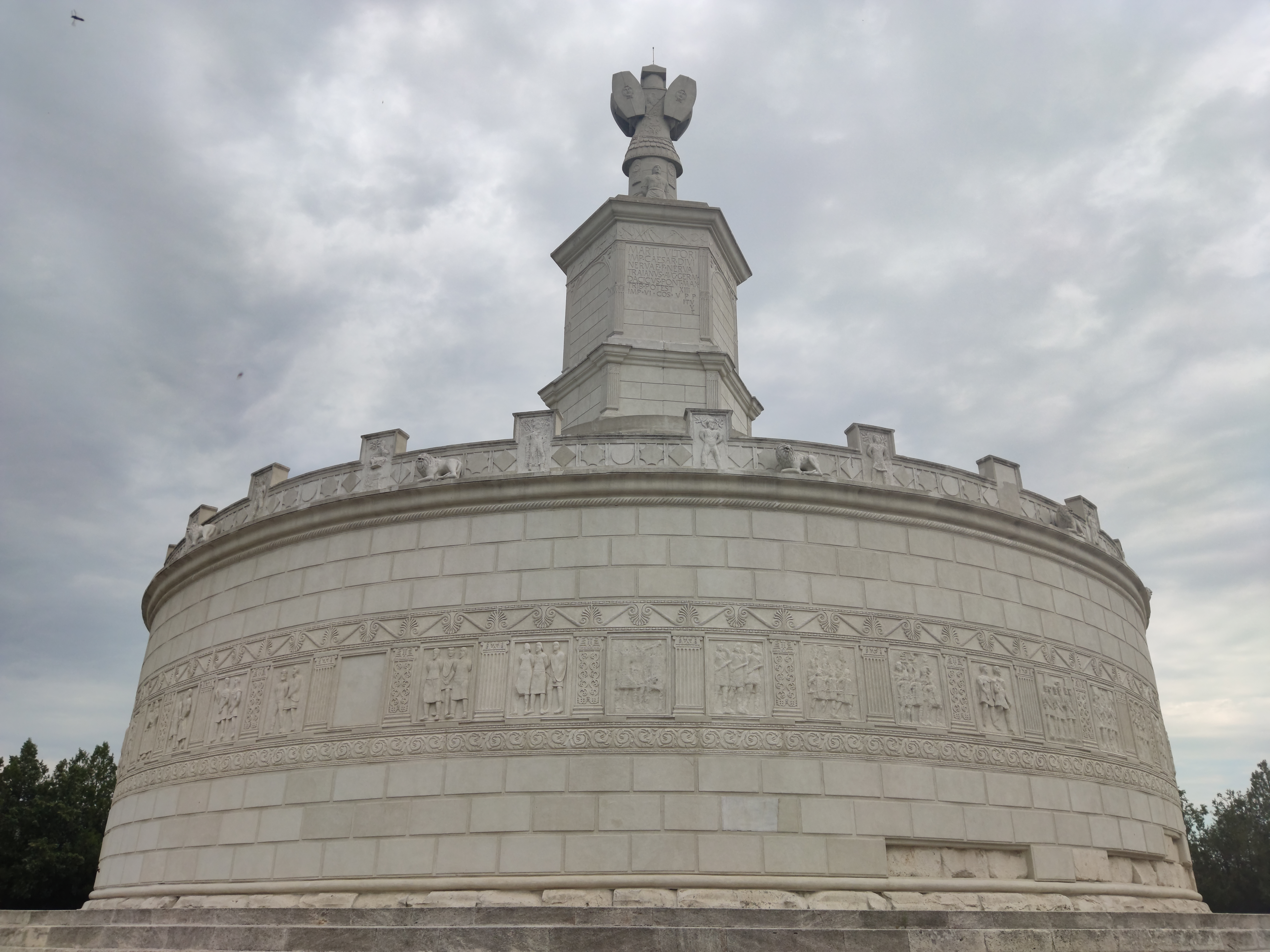
La ricostruzione del Tropaeum Traiani

Il Tropaeum Traiani (trofeo di Traiano) è un monumento commemorativo situato ad Adamclisi, Romania. Sebbene danneggiato da secoli di incuria e spoliazioni, il monumento resta una delle opere emblematiche dell'arte provinciale romana. Sorgeva in un luogo simbolo delle campagne di Dacia, nel punto di incrocio tra le strade, lungo il corso del Danubio, che portavano dal Mar Nero all'entroterra balcanico.

## Storia
Il trofeo venne costruito nel 107/108 nella Mesia Inferiore, ovvero la parte orientale, per commemorare la vittoria dell'imperatore romano Traiano sui Daci durante la Battaglia di Adamclisi, nel 101. Il monumento venne eretto nel luogo in cui Traiano riuscì a respingere l'invasione dei Daci durante la seconda campagna dacica nel 105.

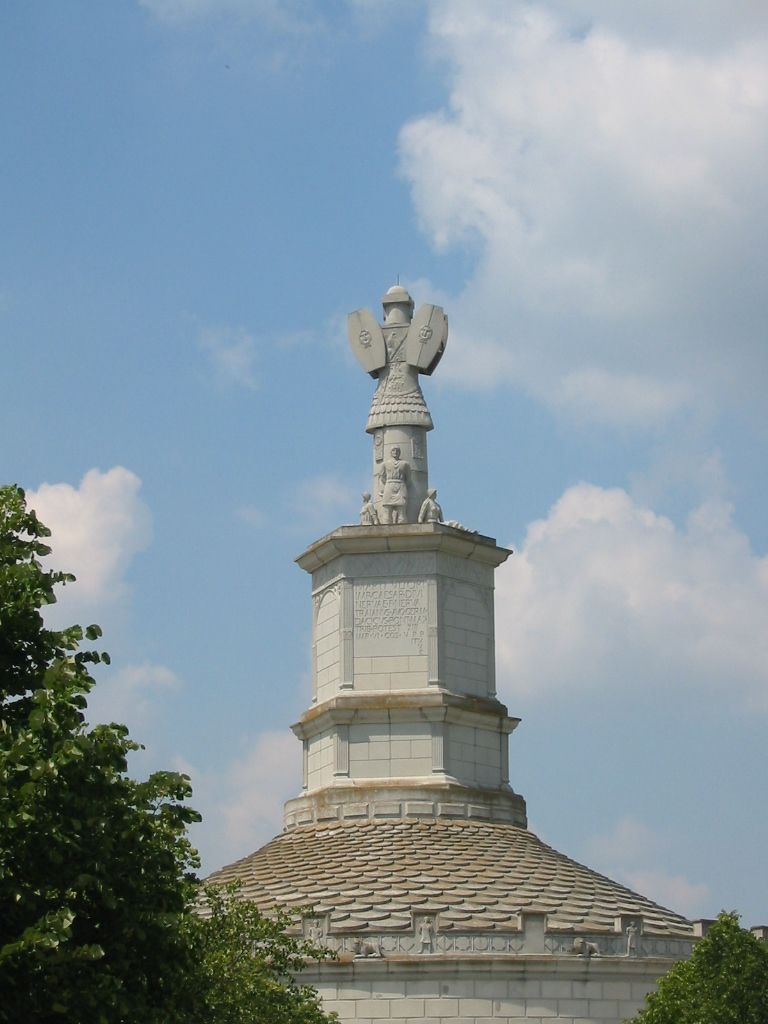
Il coronamento nella ricostruzione

Prima del trofeo di età traianea esisteva un altare in cui erano incisi i nomi dei 4000 legionari e ausiliari che morirono combattendo per la "Repubblica", di cui si conservano i resti nell'adiacente museo. Si trattava evidentemente dell'episodio dell'85, quando l'allora governatore della Mesia, Gaio Oppio Sabino, fu sconfitto ed ucciso nel corso di un'invasione dei Daci del re Duras-Diurpaneus.
Ispirato al mausoleo di Augusto, venne dedicato a Marte Ultore (vendicatore) tra il 107 e il 108. Originariamente 54 metope che ritraevano le legioni romane intente a combattere contro i nemici decoravano il muro perimetrale.
Il trofeo, oltre alla celebrazione del potere imperiale e alla sua funzione sacra fungeva anche come monito per le tribù che vivevano vicini ai confini dell'Impero, per scoraggiare eventuali attacchi.
La costruzione originale si è disgregata col passare del tempo: già nel 1896 l'anello esterno in marmo era stato asportato o era crollato. L'edificio attuale è una ricostruzione fedele dell'originale eseguita nel 1977. Il vicino museo di Adamclisi contiene molti resti archeologici trovati nella zona, tra cui 48 delle originali 54 metope che decoravano il trofeo. Un'altra metopa è conservata invece ad Istanbul.

## Descrizione
Quello che restava di originale del Tropeum è un grande cilindro in opus caementiceum, sollevato di alcuni gradini che gli girano intorno a cerchio. Le pareti erano ricoperte da blocchi squadrati in pietra calcarea, con un fregio nella parte alta costituito da paraste alternate a metope, decorate da rilievi sulle imprese di Traiano in Dacia. Dopo una copertura a tronco di cono rovesciato, il monumento terminava con un coronamento che sorreggeva un grandioso trofeo scultoreo, con armi e prigionieri vinti. L'altezza doveva raggiungere i 32 metri, per un diametro di 30.
Un'epigrafe con le linee introduttive In honorem et memoriam fortissimorum virorum qui pugnantes pro republica mortem occubuerunt, restituita grazie alle ricerche di Theodor Mommsen, precede l'elenco dei soldati romani caduti in battaglia. Il testo ispirò una delle iscrizioni poste sul Monumento alla Vittoria di Bolzano, in epoca fascista.

## Il fregio

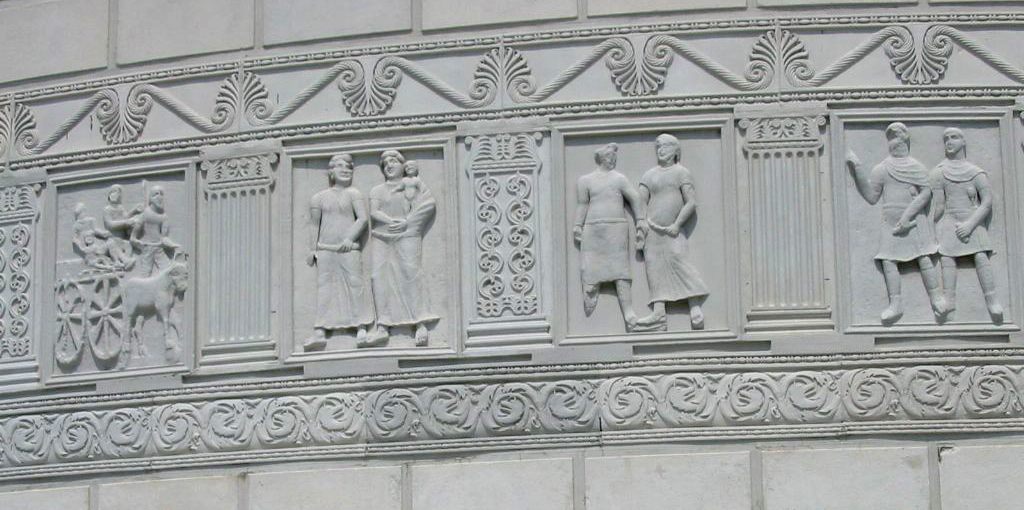
Il fregio (a sinistra la metopa della Famiglia barbarica)

Il fregio e specialmente la sua datazione hanno suscitato le più varie ipotesi, dall'età di Augusto a quella di Costantino, da Traiano a Valente o addirittura all'epoca medievale. Gli esami dei materiali e delle indicazioni epigrafiche sembrano però confermare una datazione traianea, coeva al monumento.
Le scene raffigurate sono agli antipodi della tradizione classico-ellenistica: le figure umane sono così schematizzate, prive di qualsiasi resa di volume e di plasticità, da diventare quasi un puro segno ornamentale (come avvenne poi in epoca medievale, ma impensabile per il modo di pensare greco); i corpi, spesso contorti per riempire gli spazi, sono evidenziati nel chiaroscuro con l'uso del trapano; manca qualsiasi accenno allo spazio della rappresentazione, anzi talvolta la prospettiva è ribaltata, per facilitare la lettura delle scene. Tra le varie metope è interessante quella della famiglia barbarica su un carro, dove si nota una rappresentazione molto semplificata in scorcio, probabilmente derivata da un modello da Roma. Altre metope raffigurano cavalieri romani con cotta di maglia, legionari romani muniti di gladio che trafiggono guerrieri Daci con daga a forma di falce, soldati romani in marcia armati di un giavellotto (pilum) ed uno scudo ovale, prigionieri daci portati in catene al cospetto di Traiano (alcuni sono Germani, con i capelli raccolti in un nodus), Signiferi e suonatori di corno.
Se queste caratteristiche plebee e provinciali nell'arte romana erano già esistenti da secoli, è singolare come già si trovassero in un monumento ufficiale in tutta la decorazione, senza ripensamenti.